# Kirker i Moldavien
I den nordlige del af regionen  Moldavien i Rumænien er adskillige religiøse bygninger bevaret  som et vidnesbyrd om den moldaviske arkitektoniske stil udviklet i Fyrstendømmet Moldavien fra det 14. århundrede.
Af disse har otte rumænsk-ortodokse kirker beliggende i Suceava-distriktet og bygget fra slutningen af det 15. århundrede til slutningen af det 16. århundrede været opført af UNESCO som et verdensarvssted siden 1993 under betegnelsen Kirker i Moldavien. Opstandelseskirken i Sucevița-klosteret blev tilføjet til stedet i 2010. Kirkerne har deres ydre vægge dækket af autentiske og unikke freskomalerier, der repræsenterer komplette cyklusser af religiøse temaer.

## Verdensarvssted
| Billede | Navn                     | Beliggenhed          | Bygget | Grundlægger     |
| ------- | ------------------------ | -------------------- | ------ | --------------- |
|         | Arbore kirke             | Arbore               | 1502   | Luca Arbore     |
|         | Kirken i Humor Klosteret | Mănăstirea Humorului | 1530   | Toader Bubuiog  |
|         | Bebudelseskirken         | Vatra Moldoviței     | 1532   | Petru Rareș     |
|         | Hellig Kors Kirke        | Pătrăuți             | 1487   | Ștefan cel Mare |
|         | St. Nicholas Kirke       | Probota              | 1530   | Petru Rareș     |
|         | St. George Kirke         | Suceava              | 1522   | Bogdan III      |
|         | St. George Kirke         | Voroneț              | 1488   | Ștefan cel Mare |
|         | Opstandelseskirken       | Sucevița             | 1581   | Gheorghe Movilă |

## Andre kirker
| Navn                 | Beliggenhed                 | Bygget | Grundlægger      |
| -------------------- | --------------------------- | ------ | ---------------- |
| Agapia Kloster       | Agapia, Neamț               | 1643   | Gavriil Coci     |
| Bogdana Kloster      | Rădăuți, Suceava            | 1360   | Bogdan I         |
| Cetățuia kloster     | Iași, Iași                  | 1672   | Gheorghe Duca    |
| Dragomirna Kloster   | Mitocu Dragomirnei, Suceava | 1609   | Anastasie Crimca |
| Galata kloster       | Iași                        | 1584   | Petru Șchiopul   |
| Golia Kloster        | Iași                        | 1660   | Ioan Golia       |
| Neamț Kloster        | Vânători-Neamț, Neamț       | 1497   | Ștefan cel Mare  |
| Putna Kloster        | Putna, Suceava              | 1466   | Ștefan cel Mare  |
| Trei Ierarhi Kloster | Iași                        | 1639   | Vasile Lupu      |
| Văratec kloster      | Văratec, Neamț              | 1785   | Olimpiada        |

- Agapia Kloster
- Bogdana Kloster
- Cetățuia kloster
- Dragomirna Kloster
- Galata kloster
- Golia Kloster
- Neamț Kloster
- Putna Kloster
- Trei Ierarhi Kloster
- Văratec kloster